# Икса (приток Моши)
Икса — река в Няндомском районе Архангельской области России, левый приток реки Моша (бассейн Онеги). Длина реки — 98 км. Площадь водосборного бассейна — 585 км².
Река вытекает из Иксозера на высоте 176 м над уровнем моря. Протекает по лесной местности преимущественно на северо-восток. Впадает в Мошу по левому берегу на отметке ниже 76 м над уровнем моря у посёлка Заозёрный к северу от озера Большое Мошинское, в 128 км от устья Моши. Ширина перед устьем — 17-22 м при глубине 0,7-1 м; скорость течения в низовьях составляет 0,3 м/с. Основной приток — река Шолга длиной 58 км.

## Населённые пункты на реке
(от устья)
- Шолга
- Горка
- Мостовая
- Ивашково
- Шолга
- Икса
- Новая Икса